# BN Arena
A BN Arena é um ginásio poliesportivo situado dentro da Cidade Desportiva de Hatillo, no Distrito de Hatillo, São José, Costa Rica. A arena foi inaugurada no ano de 2014 e, já no primeiro ano, sediou o Torneio Mundial de Futsal Feminino.